# Zapadni kru jezici
Zapadni kru jezici, skupina od (23) kru jezika koji se govore u Liberiji i Obali Slonovače. Podijeljena je na 4 uže skupine: bassa, grebo, klao i wee. predstavnici su: 
a. bassa (3): bassa, dewoin, gbii;
b. grebo (9):
b1. Glio-Oubi (1): glio-oubi,
b2. obalno-bjelokosni (3): krumen (3 jezika: plapo krumen, pye krumen, tepo krumen)
b3. Liberijski (5): grebo (5 jezika: sjeverni grebo, gboloo grebo, južni grebo, centralni grebo, barclayville grebo)
c. klao (2): klao, tajuasohn
d. wee (9):
d1. Guere-Krahn (6): daho-doo, glaro-twabo, sapo, wè južni, wè zapadni, zapadni krahn,
d2. Konobo (1): istočni krahn,
d3. Nyabwa (1): nyabwa,
d4. Wobe (1): wè sjeverni.

## Vanjske poveznice
- Ethnologue (14th)
- Ethnologue (15th)